# Бисквит са ђумбиром
Бисквит са ђумбиром је кекс са аромом ђумбира. Ђумбир се ароматизира ђумбиром у праху и разним другим зачинима, најчешће циметом, меласом  и каранфилићем.  Постоји много рецепата.  Стил крхког ђумбира је комерцијална верзија традиционалних облога које су некада биле направљене за тржишне сајмове.

## Глобална терминологија

### Европа
Северноевропски бисквит са ђумбиром, који се такође називају хлеб од ђумбира или brunkage на данском (буквално, 'браон колачић'), pepparkakor на шведском, piparkakut на финском, piparkūkas на летонском,  piparkoogid на естонском и pepperkaker на норвешком (буквално, 'колачи са ђумбиром), смотани су прилично танко, и праве се разни облици; они су глатки и обично су много тањи и стога хрскавији (и у неким случајевима са снажнијим укусом) од већине глобалних сорти. Каранфилић, цимет и кардамом су важни састојци ових, а стварни укус ђумбира није истакнут. Најгвирц и каранфилић су коришћени за зачињавање бисквита од ђумбира. 

### Океанија
У Аустралији, произведен од 1900-их,  Arnott's Biscuits производи четири различите регионалне сорте бисквита како би задовољили укусе људи у различитим државама. 
Бисквити са ђумбиром су најпродаванији кекс на Новом Зеланду, који се обично приписује његовој чврстој текстури која може да издржи потапање у течност. Водећи произвођач кекса Griffin's Foods процењује да се сваке године произведе 60 милиона ових колачића. Ово је постао наслов књиге, 60 милиона бисквита од ђумбира, хронике новозеландских записа.   

### Северна Америка
У Канади и Сједињеним Државама, колачићи се обично називају ђумбира. Даље, то су углавном округли колачићи, са уочљивим пукотинама на горњој површини.